# Eucereon tesselatum
Eucereon tesselatum är en fjärilsart som beskrevs av Rothschild 1912. Eucereon tesselatum ingår i släktet Eucereon och familjen björnspinnare. Inga underarter finns listade i Catalogue of Life.